# Liste der Monuments historiques in La Croix-aux-Mines
Die Liste der Monuments historiques in La Croix-aux-Mines führt die Monuments historiques in der französischen Gemeinde La Croix-aux-Mines auf.

## Liste der Immobilien
| Bezeichnung     | Beschreibung | Standort           | Kennzeichnung | Schutzstatus | Datum | Bild           |
| --------------- | ------------ | ------------------ | ------------- | ------------ | ----- | -------------- |
| Kapelle St-Marc | von 1762     | 9 Le Chipal (Lage) | PA00125543    | Classé       | 1993  | weitere Bilder |

## Liste der Objekte
| Bezeichnung                                  | Beschreibung | Standort                                 | Kennzeichnung | Schutzstatus | Datum     | Bild           |
| -------------------------------------------- | --- | ---------------------------------------- | ------------- | ------------ | --------- | -------------- |
| Hauptaltar                                   | Altartisch mit Tabernakel und Exposition, Retabel mit Gemälde, zwei Skulpturen; Holz, farbig gefasst und vergoldet, sowie Ölfarbe auf Leinwand, 1787 | in der Kirche St-Nicolas (Lage)          | PM88000173    | Classé       | 1970      |                |
| Sechs Altarleuchter                          | Kupfer, versilbert, 18. Jahrhundert | in der Kirche St-Nicolas (Lage)          | PM88000178    | Classé       | 1970      |                |
| Orgel                                        | Ensemble aus PM88001132 und PM88002016 | in der Kirche St-Nicolas (Lage)          | PM88001131    | Inscrit 1991 | 1989 1991 | weitere Bilder |
| Orgelprospekt                                | 1822 bis 1824 von Augustin Chaxel gebaut | in der Kirche St-Nicolas (Lage)          | PM88002016    | Inscrit      | 1991      | weitere Bilder |
| Instrumentalteil der Orgel                   | 1822 bis 1824 von Augustin Chaxel gebaut | in der Kirche St-Nicolas (Lage)          | PM88001132    | Inscrit      | 1989      | weitere Bilder |
| Skulpturengruppe Heilige Sippe               | Holz, farbig gefasst und vergoldet, Anfang des 16. Jahrhunderts                                                                                      | in der Kirche St-Nicolas (Lage)          | PM88000167    | Classé       | 1961      |                |
| Gemälde Epitaph der Familie Brugger          | Ölfarbe auf Leinwand, 1757 | in der Kirche St-Nicolas (Lage)          | PM88000171    | Classé       | 1970      |                |
| Vier Altarleuchter                           | Kupfer, 18. Jahrhundert | Le Chipal, in der Kapelle St-Marc (Lage) | PM88000181    | Classé       | 1970      |                |
| Gemälde Das Kornwunder des heiligen Nikolaus | Ölfarbe auf Holz, 18. Jahrhundert | Le Chipal, in der Kapelle St-Marc (Lage) | PM88000183    | Classé       | 1970      | weitere Bilder |
| Kirchengestühl                               | Holz | Le Chipal, in der Kapelle St-Marc (Lage) | PM88002002    | Inscrit      | 1988      |                |
| Bilderrahmen                                 | Holz, vergoldet, 18. Jahrhundert | in der Kirche St-Nicolas (Lage)          | PM88001077    | Classé       | 1970      |                |
| Bilderrahmen (2)                             | Holz, vergoldet, 18. Jahrhundert | in der Kirche St-Nicolas (Lage)          | PM88001124    | Classé       | 1970      |                |
| Skulpturengruppe Grablegung                  | Holz, farbig gefasst und vergoldet, Anfang des 16. Jahrhunderts                                                                                      | in der Kirche St-Nicolas (Lage)          | PM88000168    | Classé       | 1961      |                |
| Retabel des Barbara-Altars                   | mit zwei Skulpturen; Holz, farbig gefasst und vergoldet, 1769                                                                                        | in der Kirche St-Nicolas (Lage)          | PM88000172    | Classé       | 1970      |                |
| Zwei Bilderrahmen                            | Holz, vergoldet, 18. Jahrhundert | in der Kirche St-Nicolas (Lage)          | PM88000174    | Classé       | 1970      |                |
| Gemälde Jesus am Ölberg                      | Ölfarbe auf Leinwand, vergoldeter Holzrahmen, 18. Jahrhundert                                                                                        | in der Kirche St-Nicolas (Lage)          | PM88000175    | Classé       | 1970      |                |
| Gemälde Hochzeit Mariens                     | Ölfarbe auf Leinwand, 18. Jahrhundert | Le Chipal, in der Kapelle St-Marc (Lage) | PM88000184    | Classé       | 1970      |                |
| Altarkreuz                                   | Bronze, Silber, 18. Jahrhundert | in der Kirche St-Nicolas (Lage)          | PM88001042    | Classé       | 1991      |                |
| Chorschranke                                 | Schmiedeeisen, 18. Jahrhundert | in der Kirche St-Nicolas (Lage)          | PM88000170    | Classé       | 1970      |                |
| Neun Bogenzwickel                            | Stuck, bemalt, 1786 | in der Kirche St-Nicolas (Lage)          | PM88000176    | Classé       | 1970      |                |
| Kruzifix                                     | Holz, farbig gefasst, 18. Jahrhundert | in der Kirche St-Nicolas (Lage)          | PM88000179    | Classé       | 1970      |                |
| Gemälde Christi Geburt                       | Ölfarbe auf Leinwand, 17. Jahrhundert | Le Chipal, in der Kapelle St-Marc (Lage) | PM88000182    | Classé       | 1970      |                |
| Hauptaltar                                   | Tabernakel und Expositon, Retabel, zwei Skulpturen; Holz, farbig gefasst und vergoldet, 18. Jahrhundert                                              | Le Chipal, in der Kapelle St-Marc (Lage) | PM88000185    | Classé       | 1970      |                |
| Skulptur Heiliger Nikolaus                   | | in der Kirche St-Nicolas (Lage)          | PM88001309    | Inscrit      | 1988      |                |
| Gitter                                       | Schmiedeeisen, 17. Jahrhundert | in der Kirche St-Nicolas (Lage)          | PM88000166    | Classé       | 1921      |                |
| Zwei Heiligenskulpturen                      | Holz, farbig gefasst, Anfang des 16. Jahrhunderts | in der Kirche St-Nicolas (Lage)          | PM88000169    | Classé       | 1961      |                |
| Retabel des Marienaltars                     | Holz, farbig gefasst und vergoldet, 1769 | in der Kirche St-Nicolas (Lage)          | PM88000177    | Classé       | 1970      |                |
| Glocke                                       | Bronze, 1782 gegossen | Le Chipal, in der Kapelle St-Marc (Lage) | PM88000180    | Classé       | 1970      |                |
| Skulptur Heiliger Deodatus                   | | in der Kirche St-Nicolas (Lage)          | PM88001310    | Inscrit      | 1988      |                |
| Skulptur Heiliger Hidulf                     | | in der Kirche St-Nicolas (Lage)          | PM88001311    | Inscrit      | 1988      |                |
| Kalender der Seelenmessen                    | Holz, bemalt | in der Kirche St-Nicolas (Lage)          | PM88001886    | Inscrit      | 1988      |                |